# Luftstreitkräfte des Libanon
Die Luftstreitkräfte des Libanon (arabisch القوات الجوية اللبنانية, DMG al-Quwwāt al-Ǧawwiyya al-Lubnāniyya, französisch Force Aérienne Libanaise, FAL) bilden die Luftstreitkräfte der libanesischen Streitkräfte. Sie bestehen aus rund 1000 Mann und verfügen über weitgehend veraltetes Fluggerät, so dass sie kaum zu Kampf- und nur begrenzt zu Transporteinsätzen in der Lage ist.

## Geschichte
Nach dem Ausbruch des Palästinakriegs errichteten Ägypten, Syrien, Jordanien sowie Israel ihre eigenen Luftstreitkräfte. Im Libanon war es der damalige General Fuad Schihab, der die Notwendigkeit der Errichtung einer eigenen Luftstreitkraft sah. So wurde Anfang 1949 der aus der Zeit des Ersten Weltkriegs stammende Flughafen Rayak Air Base mit französischer und britischer Hilfe wieder aufgebaut. Die ersten libanesischen Flugzeugmechaniker wurden durch französische Instrukteure ausgebildet. Am 13. Mai 1949 beauftragte General Shehab Oberstleutnant Emile Boustany (stellvertretender Generalstab) mit der Errichtung libanesischer Luftstreitkräfte. Die ersten Fluggeräte kamen aus Frankreich, Italien sowie dem Vereinigten Königreich.

## Einsätze
Es gab in der Vergangenheit immer wieder Zusammenstöße mit der israelischen Luftwaffe, aber auch Kampfeinsätze gegen die Hisbollah. Am 6. Juni 1967 wurde eine Hunter im Grenzgebiet zu Israel von einer Mirage IIICJ abgeschossen. 1984 und 1985 erfolgten von der Halate Airbase aus wiederholt Jagdeinsätze gegen die Israelis. Nach Berichten libanesischer Medien soll eine Hunter eine israelische Maschine abgeschossen haben.

## Ausrüstung

### Aktives Fluggerät

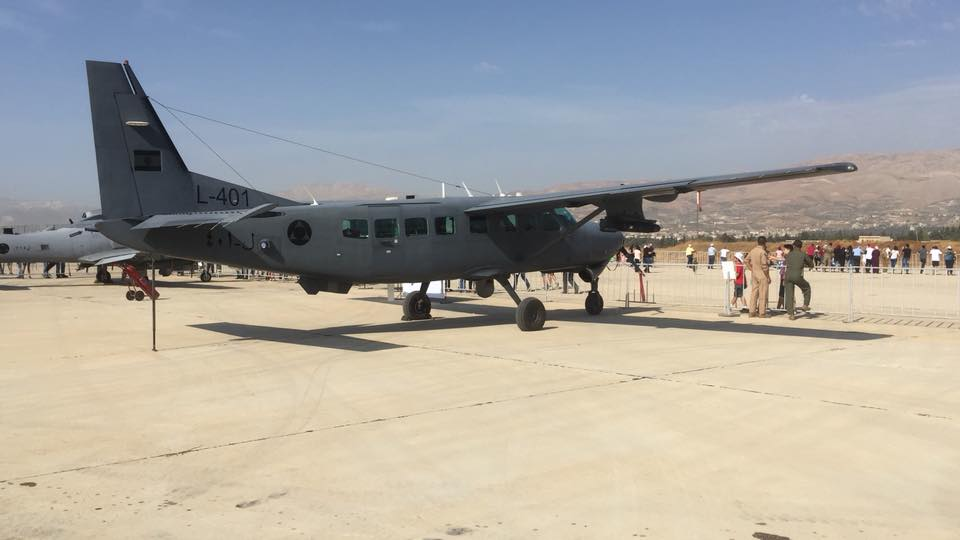
Libanesische AC-208

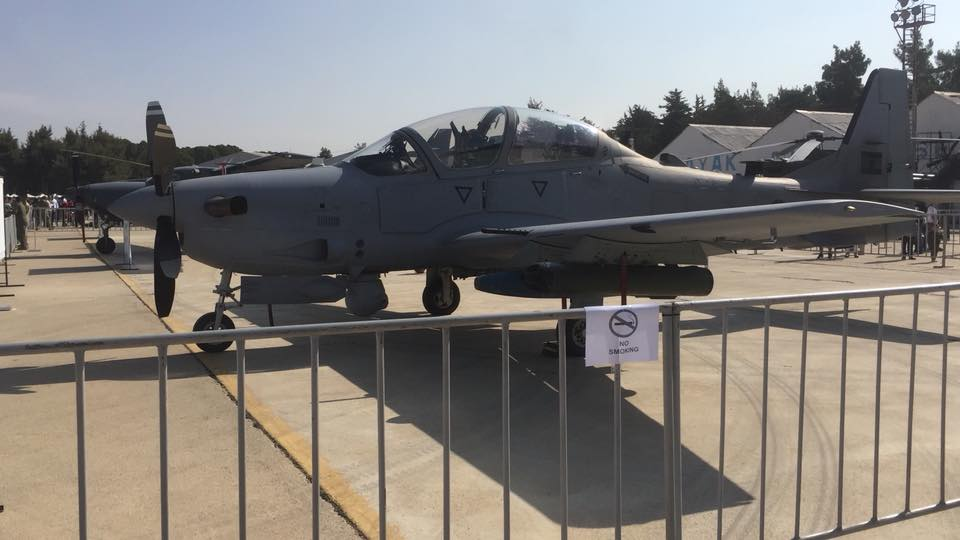
Eine EMB 314 der Libanesischen Luftwaffe

(Stand Ende 2020)
| Typ                       | Herkunft                          | Funktion              | Version   | Aktiv     | Bestellt  | Anmerkungen                      |
| Flugzeuge                 | Flugzeuge                         | Flugzeuge             | Flugzeuge | Flugzeuge | Flugzeuge | Flugzeuge                        |
| ------------------------- | --------------------------------- | --------------------- | --------- | --------- | --------- | -------------------------------- |
| Cessna 208 Caravan        | Vereinigte Staaten                | Kampfflugzeug         | AC-208    | 3         |           | Mit Hellfire bewaffnete Version. |
| EMB 314 Super Tucano      | Brasilien                         | Kampfflugzeug         |           | 6         |           |                                  |
| Scottish Aviation Bulldog | Vereinigtes Königreich            | Schulflugzeug         |           | 3         |           |                                  |
| Hubschrauber              |                                   |                       |           |           |           |                                  |
| Hughes OH-6               | Vereinigte Staaten                | Mehrzweckhubschrauber | MD530G    |           | 6         |                                  |
| Aérospatiale SA 330 Puma  | Frankreich Vereinigtes Königreich | Mehrzweckhubschrauber |           | 11        |           |                                  |
| Aérospatiale SA 342       | Frankreich Vereinigtes Königreich | Mehrzweckhubschrauber |           | 8         |           |                                  |
| AgustaWestland AW139      | Italien                           | VIP-Transporter       |           | 1         |           | Hubschrauber des Präsidenten.    |
| Bell UH-1                 | Vereinigte Staaten                | Mehrzweckhubschrauber | UH-1H     | 30        |           |                                  |
| Robinson R44              | Vereinigte Staaten                | Schulungshubschrauber |           | 6         |           |                                  |
| Sikorsky S-61             | Vereinigte Staaten                | Waldbrandbekämpfung   | S-61NMkII | 3         |           | [ 3 ]                            |

### Ehemaliges oder eingelagertes Fluggerät
| Hersteller                    | Typ                      | Herkunftsland          | Anzahl | Nummer                                                 | Anmerkungen                                                                                             |
| ----------------------------- | ------------------------ | ---------------------- | ------ | ------------------------------------------------------ | --- |
| Hunting Aircraft              | Percival Proctor         | Vereinigtes Königreich | 3      | L-100 bis L-102                                        | |
| Hunting Aircraft              | Percival Prentice        | Vereinigtes Königreich | 3      | L-103 bis L-105                                        | |
| Aermacchi                     | Macchi M.B.308           | Italien                | 1      | L-109                                                  | |
| De Havilland Aircraft Company | De Havilland DH.104 Dove | Vereinigtes Königreich | 1      | L-110                                                  | |
| Hawker Siddeley               | Hunter                   | Vereinigtes Königreich | 8      | L-271, L-275, L-276, L-280, L-282, L-284, L-286, L-287 | 2014 außer Dienst gestellt. Die vier Maschinen sollen generalüberholt und einsatzbereit gemacht werden. |
| Aérospatiale                  | Fouga Magister           | Frankreich             | 6      | L-600, L-601, L-602, L-603, L-604,L-608                | |
| Agusta                        | 212                      | Italien                | 6      | L-552, L-555, L-556, L-558, L-559, L-562               | (früher 12)                                                                                             |

## Quelle
- Aram Nerguizian: The Lebanese Armed Forces. CSIS, Februar 2009 Zusammenfassung und PDF-Dokument